# 村上萌
村上 萌（むらかみ もえ、1987年8月16日 - ） は、日本のライフスタイルプロデューサー。血液型はA型。神奈川県横浜市出身。夫はプロサッカー選手の都倉賢。1女の母。

## 経歴
森村学園初等部・中等部・高等部を経て、成蹊大学経済学部を卒業。2007年大学在学中にミス成蹊に選ばれ、「ズームイン!!SUPER」の学生レポーターを務める。2010年、FOREVER21の初代ミスFOREVER21に選出される。
2011年、24歳のときに株式会社Garten（ガルテン）を起ち上げ、代表取締役に就任。「次の土日に取り入れたくなる1.5歩先の理想」をテーマに、ブランドやイベントのプロデュースを手がける。セレクト商品を扱うウェブマガジンNEXTWEEKEND主宰。
2012年に結婚し神戸に、2014年、夫がコンサドーレ札幌に入団したことをきっかけに札幌市に転居。その後、都倉がセレッソ大阪に移籍したため、2020年現在は東京と大阪の2拠点生活となっている。
表参道にサンドイッチ屋「GARTEN（ガルテン）」をオープン。

## 活動
- 著書
  - 「カスタマイズ・エブリデイ」コーヒーは、ダブルトールノンファットエキストラホットラテ（マガジンハウス、2013年9月26日）
  - 「ばあばのおうち」（エンブックス、2016年3月26日）※絵本
  - 「深夜の、かけこみ横丁」（カエルム、2019年12月18日）
  - 「受けつぎごと。」（サンマーク出版、2020年7月11日）※母・村上桃代との共著
- 連載
  - 村上萌の「ハピネスのある食卓」「ボタニカルな生活」（日本コカ・コーラHP内）
- モデル
  - 初代Miss FOREVER21[2]
- ラジオ
  - 村上萌のCutie Party

## メディア出演

### テレビ
2015年
- 4月18日『ズームイン!!サタデー』5:30 - 8:00 日本テレビ系

2014年
- 11月8日『王様のブランチ』11:59 - 14:00 TBS系

2013年
- 1月17日『セレクションX』2:35 - 3:10 テレビ朝日系

2012年
- 12月4日『よふかしゴーちゃん。』2:27 - 2:41 テレビ朝日系
- 8月15日『ブロサー』1:51 - 2:21 テレビ朝日系
- 6月27日『ブロサー』1:51 - 2:21 テレビ朝日系

2008年
- 8月26日『ズームイン!!SUPER』5:20 - 8:00 日本テレビ系